# Julius Arnold (Politiker)
Ernst Julius Arnold (* 30. August 1847 in Plothen; † 10. November 1926 in Berlin) war Jurist und Mitglied des Deutschen Reichstags.

## Leben

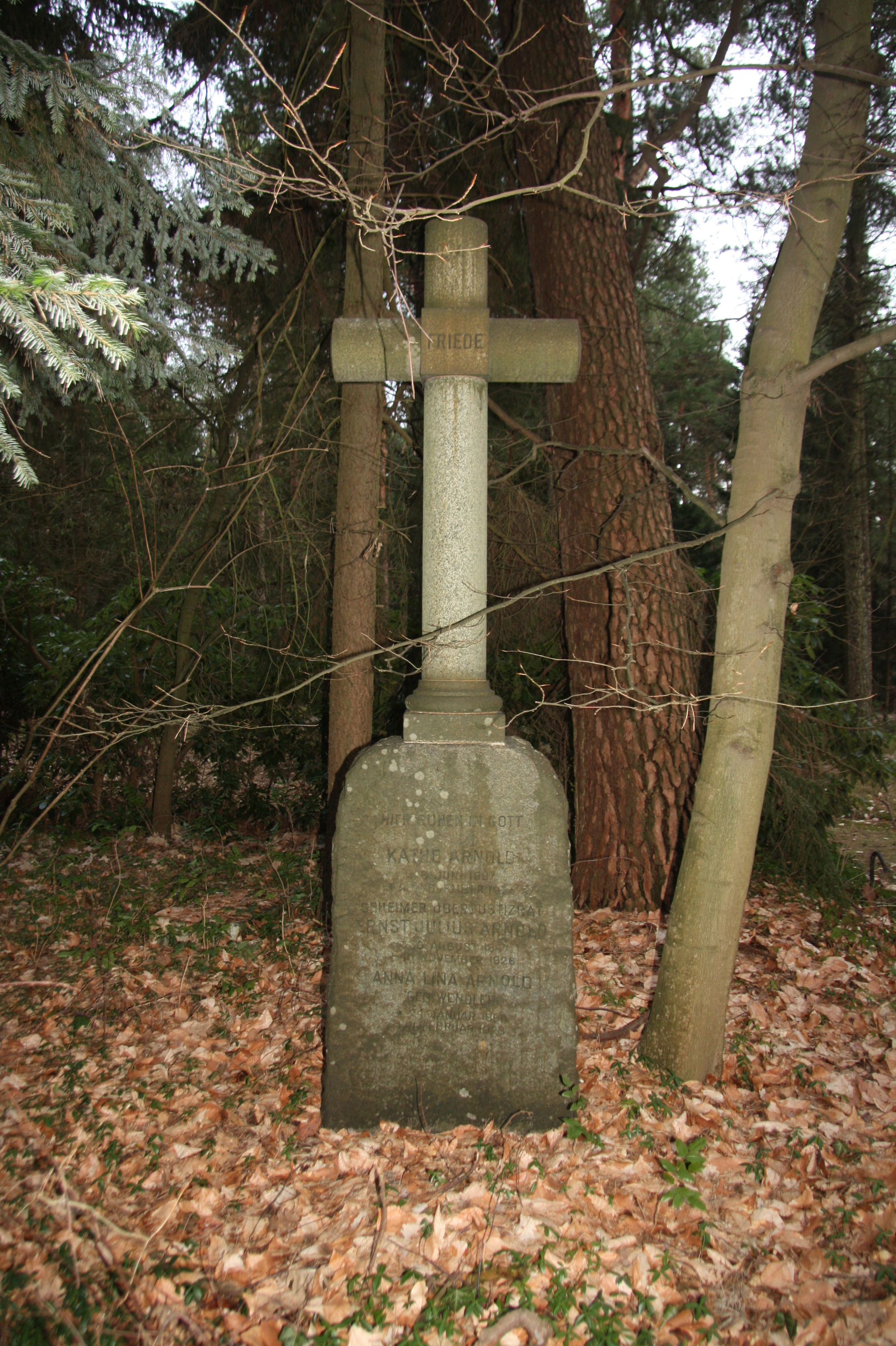
Grab auf dem Südwestkirchhof Stahnsdorf

Arnold besuchte von 1857 bis 1866 das Gymnasium in Schleiz und bis 1870 die Universitäten Leipzig und Jena, wo er Rechts- und Staatswissenschaften studierte. 1871 trat er in den Staatsdienst, ab 1873 war er Gerichtsassessor, ab 1878 Amtsrichter am Amtsgericht Burgk, ab 1887 Amtsrichter am Amtsgericht Zeulenroda und Erster Amtsrichter am Amtsgericht Greiz ab 1902. Weiter war er Vorsitzender des Landesverbandes der Militär- und Kriegervereine des Fürstentums Reuß ältere Linie. Als solcher war er auch Vertreter des Landesverbandes im deutschen Kriegerbund und im Kyffhäuserbund der deutschen Landeskriegerverbände. Als Unteroffizier im 5. Thüringischen Infanterie-Regiment Nr. 94 (Großherzog von Sachsen) nahm er am Deutsch-Französischen Krieg 1870/71 teil, wurde während der Kämpfe verwundet und gefangen genommen. Für seine militärischen Verdienste wurde er mit dem Eisernen Kreuz II. Klasse und dem Fürstlich reußischen Ehrenkreuz III. Klasse ausgezeichnet.
Von 1907 bis 1912 war er Mitglied des Deutschen Reichstags für den Wahlkreis Fürstentum Reuß älterer Linie 1 Greiz, Burgk und die Deutschkonservative Partei. Bei der Reichstagswahl 1903 hatte er den Wahlkreis sehr knapp mit 6706 Stimmen gegen 6840 Stimmen gegen den Sozialdemokraten Karl Hermann Förster verloren.
Sein Grab befindet sich auf dem Südwestkirchhof Stahnsdorf.